# Everything’s Gonna Be Alright
Az Everything’s Gonna Be Alright a Sweetbox második kislemeze a Sweetbox című albumról; a második kislemez Tina Harris énekesnővel. A dal Johann Sebastian Bach Air G-húrra című művén alapul, megalapozta a Sweetboxnak azt a jellegzetességét, hogy a klasszikus zenét keveri a modern hangzással.
A Sweetbox projekt legsikeresebb dala, a top 10-be jutott a belga, brit, finn, francia, izraeli, ír, kolumbiai, libanoni, norvég, olasz, osztrák, spanyol, svájci és svéd slágerlistán. Dániában, Hollandiában és Németországban a top 20-ba jutott, az USA-ban a top 40-be. A dal nyolc hétig maradt a top 10-ben a nemzetközi rádiós slágerlistán, melyet 40 ország 150 rádióállomásának játszási adatai alapján állítanak össze.
2005-ben a Sweetbox akkori énekese, Jade Villalon is feldolgozta, két változatban is. Az egyik változat megegyezik az eredetivel, a másik, az Everything’s Gonna Be Alright -Reborn- című dal duett egy Toby nevű énekessel és szövege eltér az eredeti változattól, rap helyett énekelt versszakai vannak, csak a refrén egyezik meg. Ez utóbbi megjelent promóciós kislemezként is az énekesnő Best of Sweetbox című válogatásalbumának egyetlen kislemeze volt.
2008-ban Tina változatának egy remixe, a Q;indivi Jubilie Clasico Remix megjelent promóciós kislemezen.

## Számlista
Everything’s Gonna Be Alright (CD, Németország, 1997)
1. Everything’s Gonna Be Alright (Radio Version, 85 bpm) – 3:10
2. Everything’s Gonna Be Alright (Video Version, 88 bpm) – 3:04

Everything’s Gonna Be Alright (CD, Egyesült Királyság, 1997)
1. Everything’s Gonna Be Alright (Single Edit) – 3:10
2. Everything’s Gonna Be Alright (Most Wanted’s G-String Mix) – 8:17
3. Everything’s Gonna Be Alright (Handbagger’s Mild Cigar Mix) – 6:36

Everything’s Gonna Be Alright (CD, Európa, 1997)
1. Everything’s Gonna Be Alright (Radio Version, 85 bpm) – 3:10
2. Everything’s Gonna Be Alright (Video Version, 88 bpm) – 3:04
3. Everything’s Gonna Be Alright (Geo’s Big “E” Club Mix) – 4:17
4. Everything’s Gonna Be Alright (Classic Version) – 2:59
5. Suite No. 3 “Air” – 3:02
6. Everything’s Gonna Be Alright (Instrumental) – 2:59
7. Everything’s Gonna Be Alright (Extended Version) – 3:53

Everything’s Gonna Be Alright (12", promó; USA, 1998)
1. Everything’s Gonna Be Alright (Most Wanted’s G-String Mix) – 8:17
2. Everything’s Gonna Be Alright (Original Version) – 3:10
3. Everything’s Gonna Be Alright (Handbagger’s Mild Cigar Mix) – 6:36
4. Everything’s Gonna Be Alright (Ron’s Extended Edit) – 5:59

Everything’s Gonna Be Alright (12", Németország, 1997)
1. Everything’s Gonna Be Alright (Geo’s Big “E” Club Mix) – 4:17
2. Everything’s Gonna Be Alright (Video Version) – 3:04
3. Everything’s Gonna Be Alright (Extended Version) – 3:53
4. Everything’s Gonna Be Alright (Classic Version) – 2:59

Everything’s Gonna Be Alright (12")
1. Everything’s Gonna Be Alright (Handbagger’s Mild Cigar Mix) – 6:36
2. Everything’s Gonna Be Alright (Most Wanted’s Out of Air Mix) – 7:27
3. Everything’s Gonna Be Alright (Most Wanted’s G-String Mix) – 8:17
4. Everything’s Gonna Be Alright (Radio Version) – 3:10

Everything’s Gonna Be Alright -Reborn- (CD, promó, 2005)
1. Everything’s Gonna Be Alright -Reborn- – 3:16
2. Special ID comment I (Stay Tune!) – 0:07
3. Special ID comment II (for Valentine’s Day) – 0:05

Everything’s Gonna Be Alright (Q;indivi Jubilie Clasico Remix) (CD, promó, 2008)
1. Everything’s Gonna Be Alright (Q;indivi Jubilie Clasico Remix) – 3:53

## Remixek, változatok
Tina
- Everything’s Gonna Be Alright (Classic Version) – 2:59
- Everything’s Gonna Be Alright (Extended Version) – 3:53
- Everything’s Gonna Be Alright (Geo’s Big “E” Club Mix) – 4:17
- Everything’s Gonna Be Alright (Handbagger’s Mild Cigar Mix) – 6:36
- Everything’s Gonna Be Alright (Home Grown Remix) – 3:11
- Everything’s Gonna Be Alright (Instrumental) – 2:59
- Everything’s Gonna Be Alright (Most Wanted’s G-String Mix) – 8:17
- Everything’s Gonna Be Alright (Most Wanted’s Out of Air Mix) – 7:27
- Everything’s Gonna Be Alright (Q;indivi Jubilie Classico Remix) – 3:53
- Everything’s Gonna Be Alright (Radio Version, 85 bpm) – 3:10
- Everything’s Gonna Be Alright (Ron’s Extended Edit) – 5:59
- Everything’s Gonna Be Alright (Single Edit) – 3:10
- Everything’s Gonna Be Alright (Video Version, 88 bpm) – 3:04

Jade
- Everything’s Gonna Be Alright -Reborn- – 3:16
- Everything’s Gonna Be Alright (Jade’s Version) – 3:14
- Everything’s Gonna Be Alright (Live in Seoul) – 4:48